# Iodazid
Iodazid, IN3, ist eine farblose bis gelbe, äußerst explosive, feste chemische Verbindung aus der Gruppe der Stickstoffhalogenide. Formal gehört es zu den Inter-Pseudohalogenen. Iodazid ist nicht zu verwechseln mit dem ebenfalls explosiven Iodstickstoff, NI3.

## Geschichte
Zum ersten Mal wurde Iodazid um das Jahr 1900 von den Chemikern A. Hantzsch und M. Schumann in sehr unbeständigen etherischen Lösungen und in Form von mit Iod verunreinigten Kristallen durch Reaktion von Iod mit Silberazid erhalten.

## Gewinnung und Darstellung
Iodazid kann durch Reaktion von Silberazid AgN3 mit Iod in einer CFCl3-Lösung gewonnen werden.
{\displaystyle \mathrm {AgN_{3}+I_{2}\longrightarrow IN_{3}+AgI} }
Da sich Silberazid nur feucht gefahrlos handhaben lässt, Spuren von Wasser aber bereits die Zersetzung des Iodazids bewirken, gelingt dessen Herstellung am besten, wenn vor der Umsetzung mit Iod zur Suspension des Silberazids in Dichlormethan ein Trocknungsmittel gegeben wird. Auf diese Weise erhält man eine reine Lösung von Iodazid, aus der sich beim vorsichtigen Verdampfen des Lösungsmittels nadelförmige, goldglänzende Kristalle isolieren lassen.
Für die Anwendung als Reagenz kann es in situ aus Natriumazid und Iodmonochlorid in Acetonitril oder aus N-Iodsuccinimid und Stickstoffwasserstoffsäure im Methylenchlorid erhalten werden.

## Eigenschaften
Iodazid liegt in Form eines eindimensionalen Polymers vor. Hierbei werden zwei polymorphe Formen gebildet, die beide ein orthorhombisches Kristallgitter mit der Raumgruppe Pbam (Raumgruppen-Nr. 55) bilden. Die Verbindung zeigt keinen Schmelzpunkt. Der Sublimationspunkt liegt bei 760 Torr bei 24 °C. In der Gasphase konnte mittels Elektronendiffraktionsuntersuchungen eine monomere Struktur nachgewiesen werden. Die große Reaktionsfähigkeit von Iodazid bei relativ hoher Stabilität beruht auf der Polarität der I–N-Bindung.
Die durch Substitution mit Iodazid eingeführte N3-Gruppe kann wegen ihres hohen Energieinhalts Folgereaktionen eingehen.
Die isolierte Verbindung ist stark schlag- und reibempfindlich. Zur Charakterisierung der Explosionsfähigkeit wurden die folgenden Kenngrößen ermittelt:
| Normalgasvolumen     | 265 l·kg−1   |
| Explosionswärme      | 2091 kJ·kg−1 |
| Bleiblockausbauchung | 14,0 cm3·g−1 |

Diese liegen signifikant niedriger im Vergleich zu klassischen Explosivstoffen wie TNT oder Hexogen aber auch zu Acetonperoxid. Ein Umgang mit der Verbindung in verdünnter Lösung wird als sicher angesehen.

## Verwendung
Trotz seiner hohen Brisanz wird Iodazid als Reagenz in der chemischen Synthese verwendet werden. Aldehyde können mittels Iodazid in Carbonsäureazide überführt werden.